# هيذر هندرسون
هيذر هندرسون (بالإنجليزية: Heather Henderson)‏ هي مدونة صوتية أمريكية، ولدت في 7 مارس 1973 في كامدن في الولايات المتحدة.

## معرض صور

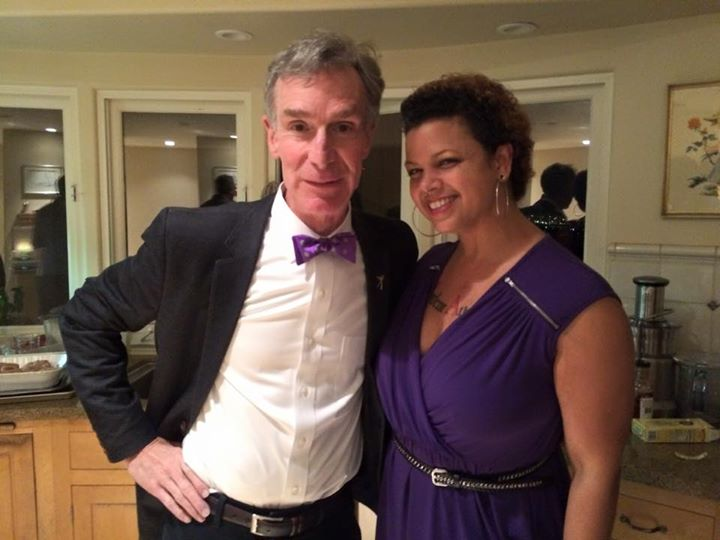
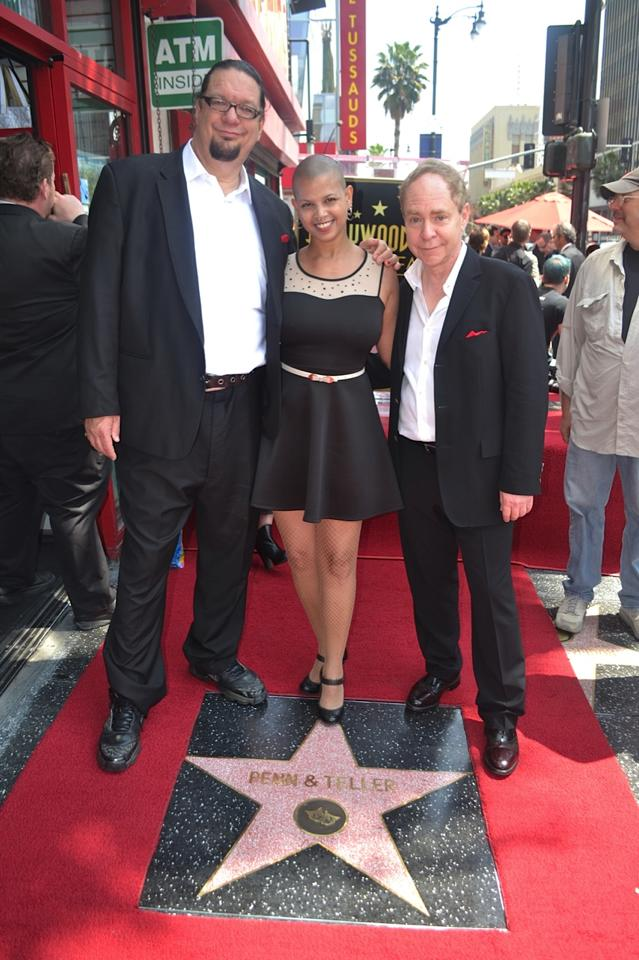
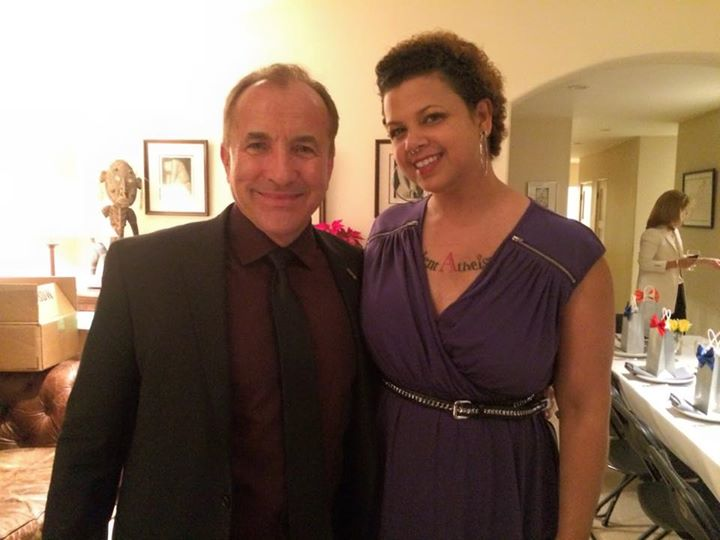
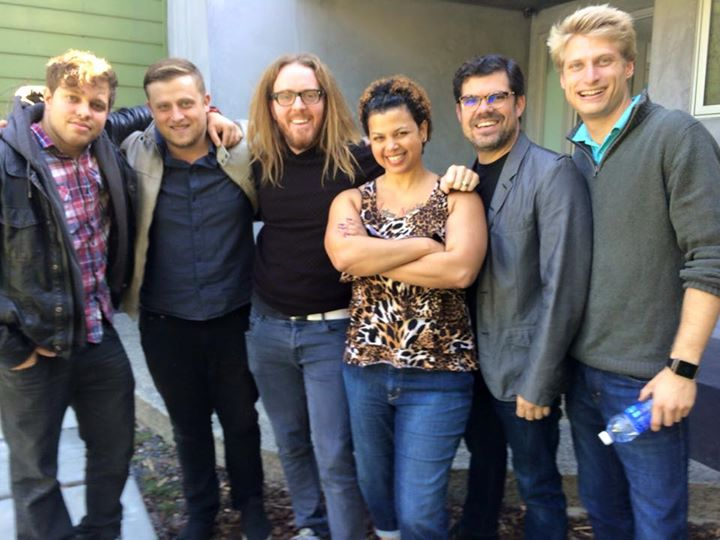
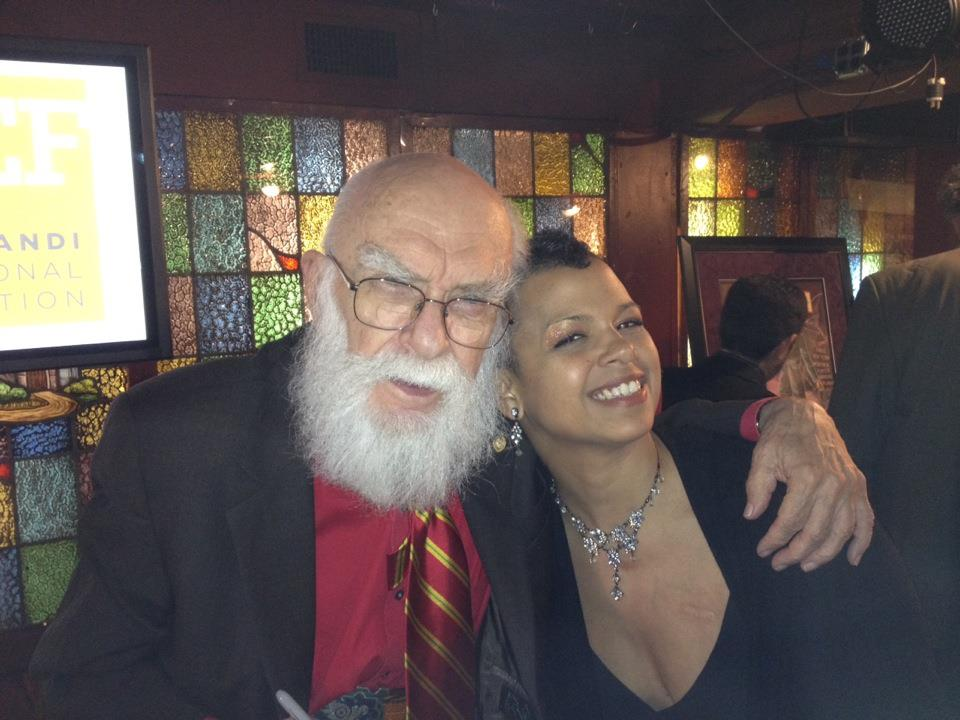